# Bibliothèque municipale de Chalon-sur-Saône
 (novembre 2015).

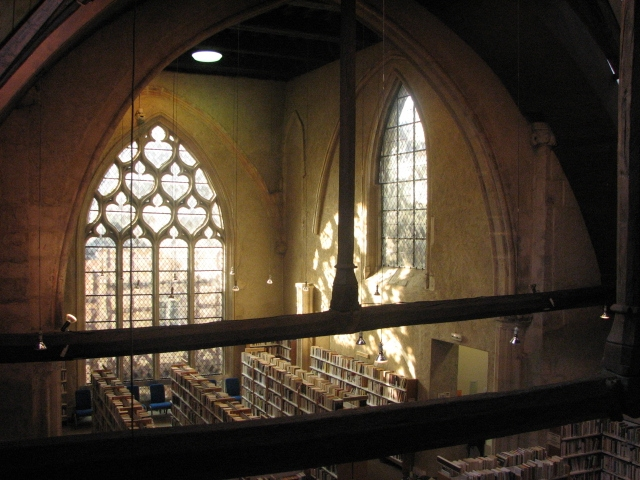
Salle de lecture

La bibliothèque municipale de Chalon-sur-Saône est une bibliothèque municipale classée, en raison de l’importance des fonds anciens et du dépôt par l’État des collections patrimoniales. La bibliothèque destinée aux adultes et le fonds patrimonial se situent dans l'hôtel de ville, au centre-ville de Chalon-sur-Saône. Les sections jeunesse et l'annexe décentralisée complètent les services proposés.

## Histoire du bâtiment

### Avant 1845
Après la Révolution, un arrêté permet à la ville de Chalon-sur-Saône d'obtenir les fonds des bibliothèques de plusieurs ordres religieux de la région. Les ouvrages sont tout d'abord entreposés dans le collège de garçons. En 1824, une bibliothèque ouvre au public dans ce même bâtiment.

### À partir de 1845
En 1845, la bibliothèque est déplacée dans l'ancien couvent des Carmes au centre-ville, dans ce qui était, depuis 1818, le palais de justice. Le public est accueilli dans deux salles : une salle d’étude et une salle plus petite dite « salle de lecture ». La bibliothèque est inaugurée « sans bruit ni pompe », écrit Millot.

## Fonds
La bibliothèque municipale conserve :  
– 152 000 ouvrages (romans, contes, poésies, psychologie, art, histoire, sciences, bandes dessinés, mangas, livres en langues étrangères, dictionnaires et encyclopédies) ;
– 44 000 documents patrimoniaux ;
– des ouvrages essentiellement publiés avant le XXe siècle dont 265 manuscrits ;
– 336 revues et journaux.
Dans la salle de travail, on peut admirer deux globes manuscrits du XVIIIe siècle. Il en existe 350 dans le monde, dont 20 en France. Ces globes ont été fabriqués par Louis Legrand, moine résidant au couvent de Saint-Jean-des-Vignes. L'un est un globe terrestre, l'autre un globe céleste. La présence de la constellation du Chesne de Charles II, constellation qui n'apparaît plus sur les cartes, permet de dater approximativement ces globes à la première moitié du XVIIIe siècle. Ils sont de précieux témoins des connaissances acquises à cette époque.

## Services
La bibliothèque de Chalon-sur-Saône se compose de plusieurs annexes dont la « Section Adultes », la « Section Jeunesse » (place de l’Hôtel-de-Ville) et l’annexe des Prés Saint-Jean.

### Horaires et tarifs
Les différents services de la bibliothèque sont fermés le lundi. Les horaires d'ouverture sont consultables sur le site internet de la bibliothèque ; ils peuvent varier pendant les vacances scolaires. L’accès à la bibliothèque est gratuit pour les jeunes de moins de 18 ans. La bibliothèque dispose d’une salle d’étude avec le Wi-Fi. Des postes informatiques sont à disposition avec une connexion internet, des outils bureautiques ainsi que la consultation des ressources en ligne. Différentes animations sont organisées telles que :
– la lecture de contes dans la bibliothèque jeunesse ;
– des expositions ponctuelles, des conférences, des rencontres, des ateliers d’écriture.

### Conditions de prêt
Les adhérents peuvent emprunter 10 documents dans toutes les sections pour une durée de quatre semaines avec une prolongation possible (sur place, par téléphone ou par Internet) de 2 semaines.

### Catalogue en ligne
Le catalogue de la bibliothèque est consultable en ligne. Il permet, entre autres, une recherche par titre, par auteur ou par sujet, et dans les différentes sections de la bibliothèque.

### Sources
- F.M. Gustave Millot, Catalogue de la bibliothèque municipale de Chalon-sur-Saône. E. Bertrand, 1905. [300 p.]
- Trésors de la bibliothèque : [exposition, Chalon-sur-Saône, Bibliothèque municipale, 15 novembre-14 décembre 1980]. Bibliothèque municipale, 1980. 33 p.-[4] p. de pl.
- Patrimoine des bibliothèques de France. 5. Auvergne, Bourgogne, Rhône-Alpes. Payot, 1995. 255 p.
- « Bibliothèque : son histoire, son architecture, ses trésors ». Le Journal de Saône-et-Loire [En ligne], 2012. Consulté le : 28/06/2013. Disponible sur : http://www.lejsl.com/edition-de-chalon/2012/08/23/son-histoire-son-architecture-ses-tresors
- Annie Bleton-Ruget, Alain Dessertenne, Françoise Geoffray, Martin Raether, Des bibliothèques dans des lieux patrimoniaux, article paru dans la revue « Images de Saône-et-Loire », n° 199-200 de novembre 2019, p. 50-63.